# Аятское (Свердловская область)
Ая́тское (ранее — Аятская слобода) — старинное село в Невьянском районе Свердловской области России. Входит в Невьянский муниципальный округ.

## География
Село Аятское расположено на реке Аяти, на восточных склонах Уральских гор, к северу от Екатеринбурга, к юго-востоку от Нижнего Тагила и в 38 километрах к востоку от районного центра — города Невьянска. Со всех сторон село окружено лесом.
Рядом с Аятским пролегает шоссе местного значения Невьянск — Реж. Расстояние до ближайшей железнодорожной станции Невьянск — 43 километра. Ближайшие населённые пункты: Киприно, Корелы, Пьянково и Шайдуриха.

## Население
Динамика численности населения:
| 1030 | 1166 | 1507 | 2135 |

| 2002 | 2010 | 2021 |
| ---- | ---- | ---- |
| 876  | ↘746 | ↘568 |

## История
Аятская слобода была основана при речке Аяти в 1669 году по указу верхотурского воеводы Фёдора Большого Григорьевича Хрущова крестьянским садчиком Фролкой Араповым, который и стал первым её приказчиком. В 1681 году слобода была укреплена: поставлен рубленый острог с высотой стен в две сажени, с пятью башнями шестисаженной вышины. Вокруг острога был вырыт ров с надолбами и рогатками.
В 1704 году крестьяне Аятской слободы и всех её деревень были приписаны к Невьянскому заводу Никиты Демидова.
Село было центром Аятской волости. В 1869 году в селе имелась одна церковь, волостное правление и три торжка. Население на этот год состояло из 555 мужчин и 611 женщин, проживавших в 136 дворах.

## Инфраструктура
В селе Аятском есть православная церковь «Во Имя Святой Троицы», работают клуб с библиотекой, фельдшерский пункт, почта и продуктовый магазин.
Добраться до села можно на автобусе из городов Невьянска и Режа.

## Промышленность
- ООО «Коневское»
- ООО «Аятлес»
- ЗАО «Аятское»
- КФХ Степанова
- КФХ Лялина
- КФХ Кучумова